# Copa Cataluña de fútbol 2024-25
La Copa Cataluña 2024-25 fue la 34.ª edición de la Copa Cataluña. La competición empezó el 31 de agosto de 2024 y finalizó el 23 de julio de 2025. Fue jugada por equipos de Primera División, Segunda División, Primera Federación, Segunda Federación, Tercera Federación, Lliga Elit, Primera Catalana, Segunda Catalana, Tercera Catalana y Cuarta Catalana. 
A partir de esta edición se unificaron las dos copas regionales que se jugaban anteriormente: la Copa Cataluña Absoluta y la Copa Cataluña Amateur, por lo que desde esta temporada se jugó una sola Copa Cataluña Masculina con la participación de clubes de todas las categorías competitivas del balompié estatal y autonómico.
El Girona Futbol Club fue el campeón de esta edición tras derrotar en la final al Real Club Deportivo Espanyol, de esta forma la escuadra gerundense consiguió su primer título de copa autonómica.

## Equipos participantes
Los siguientes equipos compitieron en la Copa Cataluña 2024-25.
|  | 2 equipos de la Primera División 2023-24 - Barcelona - Girona 2 equipos de la Segunda División 2023-24 - Andorra - Espanyol 3 equipos de la Primera Federación 2023-24 - Cornellà - Gimnàstic de Tarragona - Sabadell 7 equipos de la Segunda Federación 2023-24 - Badalona Futur - Cerdanyola del Vallès - Europa - Lleida - Manresa - Sant Andreu - Terrassa | 16 equipos de la Tercera Federación 2023-24 - Badalona - Castelldefels - Grama - L'Escala - L'Hospitalet - Mollerussa - Montañesa - Olot - Peralada - Prat - Rapitenca - Reus FCR - San Cristóbal - Tona - Vilafranca - Vilassar de Mar 1 equipo de Lliga Elit 2023-24 - Vic 3 equipos de la Primera Catalana 2023-24 - Manlleu - San Mauro - Vilanova | 6 equipos de la Segunda Catalana 2023-24 - Balaguer - Ciudad Cooperativa - Juventus-Lloret - La Sénia - Natació Terrassa - Singuerlín 18 equipos de la Tercera Catalana 2023-24 - Abadessenc - Amposta - APA Poble Sec - Atlètic Almacelles - Atlètic Roda de Barà - Barberà Andalucía - Barceloneta - Cardona - Cultural Bonavista - Fátima - Lloreda - Pallejà - Parets "B" - Sabadellenca - Sauleda - Taradell - Tremp - Vilablareix | 30 equipos de la Cuarta Catalana 2023-24 - Artés - Atlètic Balenyà - Base Vilobí 2015 - Bigues - Caldes Montbui "B" - Camallera - Cantonigrós - Castellbell i Vilar - Cervelló - Escola Pia Terrassa - Esplais - Fornells "B" - Ginestar - Hortonenc - Inter Barcelona - La Salle Bonanova - Marianao Poblet "B" - Miralcamp - Montcada "B" - Penya Esportiva Montagut - Olesa de Montserrat - Pare Manyanet - Premià "B" - Premià de Dalt - Ripollet - San Salvador - Sant Genís-Penitentes "B" - Sants "B" - Verdú-Cercavins - Young Talent Badalona Sud |

## Torneo

### Primera ronda
- Participaron los equipos representantes de las categorías Tercera y Cuarta Catalana. Los partidos se jugaron entre el 31 de agosto y el 4 de septiembre de 2024.[4]

| Equipo 1                  | Resultado | Equipo 2                  |
| ------------------------- | --------- | ------------------------- |
| Verdú-Cercavins           | 0–3       | Tremp                     |
| La Salle Bonanova (p)     | 2–2 (3–0) | Marianao Poblet "B"       |
| Atlètic Balenyà           | 1–3       | Taradell                  |
| Caldes Montbui "B"        | 1–0       | Barberà Andalucía         |
| Fornells "B"              | 1–3       | Vilablareix               |
| Cervelló                  | 1–3       | Pallejà                   |
| Inter Barcelona           | 2–0       | Barceloneta               |
| Bigues                    | 3–2       | Parets "B"                |
| Sants "B"                 | 0–0 (3–4) | (p) APA Poble Sec         |
| San Salvador              | 3–0       | Cultural Bonavista        |
| Ripollet                  | 1–2       | Escola Pia Terrassa       |
| Pare Manyanet             | 1–0       | Ginestar                  |
| Young Talent Badalona Sud | 0–3       | Lloreda                   |
| Base Vilobí 2015 (p)      | 2–2 (4–2) | Cantonigrós               |
| Castellbell i Vilar       | 2–1       | Artés                     |
| Camallera                 | 0–4       | Esplais                   |
| Montcada "B"              | 2–1       | Sant Genís-Penitentes "B" |
| Hortonenc                 | 2–4       | Atlètic Roda de Barà      |
| Premià de Dalt            | 0–3       | Premià "B"                |
| Miralcamp                 | 0–1       | Atlètic Almacelles        |
| Penya Esportiva Montagut  | 2–4       | Abadessenc                |
| Olesa de Montserrat       | 2–2 (3–4) | (p) Fátima                |

### Segunda ronda
Los equipos participantes de la Segunda Catalana se unieron a los ganadores de la ronda anterior. Los partidos se jugaron los días 7 y 8 de septiembre de 2024.
| Equipo 1            | Resultado | Equipo 2                 |
| ------------------- | --------- | ------------------------ |
| Premià "B" (p)      | 1–1 (5–4) | Lloreda                  |
| Bigues              | 0–2       | Taradell                 |
| San Salvador        | 3–3 (1–3) | (p) Atlètic Roda de Barà |
| Sauceda             | 3–3 (4–5) | (p) Juventus-Lloret      |
| La Salle Bonanova   | 0–4       | Pallejà                  |
| Escola Pia Terrassa | 0–2       | Natació Terrassa         |
| Caldes Montbui "B"  | 0–4       | Sabadellenca             |
| Tremp               | 1–6       | Balaguer                 |
| Pare Manyanet       | 2–1       | Atlètic Almacelles       |
| Fátima              | 0–0 (6–7) | (p) Ciudad Cooperativa   |
| Base Vilobí 2015    | 3–1       | Abadessenc               |
| Inter Barcelona     | 4–2       | APA Poble Sec            |
| Montcada "B"        | 0–2       | Singuerlín               |
| Amposta             | 1–1 (5–6) | (p) La Sénia             |
| Castellbell i Vilar | 1–2       | Cardona                  |
| Esplais             | 3–0       | Vilablareix              |

### Tercera ronda
Los equipos representantes de Lliga Elit y Primera Catalana se unieron a los ganadores de la ronda anterior. Los partidos fueron jugados los días 14 y 15 de septiembre de 2024.
| Equipo 1                 | Resultado | Equipo 2           |
| ------------------------ | --------- | ------------------ |
| Premià "B"               | 0–6       | Singuerlín         |
| Pallejà                  | 1–0       | San Mauro          |
| Taradell                 | 1–4       | Manlleu            |
| Cardona                  | 2–1       | Balaguer           |
| Sabadellenca             | 2–1       | Natació Terrassa   |
| Inter Barcelona          | 3–2       | Ciudad Cooperativa |
| Atlètic Roda de Barà (p) | 0–0 (4–2) | Vilanova           |
| Pare Manyanet            | 0–4       | La Sènia           |
| Base Vilobí 2015         | 0–6       | Vic                |
| Esplais                  | 0–2       | Juventus-Lloret    |

### Cuarta ronda
Los equipos representantes de Tercera Federación se unieron a los ganadores de la ronda anterior. Los partidos fueron jugados entre los días 2 y 16 de octubre de 2024.
| Equipo 1                 | Resultado | Equipo 2        |
| ------------------------ | --------- | --------------- |
| Peralada                 | 1–3       | Tona            |
| Atlètic Roda de Barà (p) | 2–2 (4–2) | L'Hospitalet    |
| San Cristóbal            | 2–1       | L'Escala        |
| Pallejà                  | 2–3       | Vilafranca      |
| Castelldefels            | 2–1       | Reus FCR        |
| La Sènia                 | 1–0       | Rapitenca       |
| Badalona                 | 1–0       | Juventus-Lloret |
| Singuerlín               | 1–1 (2–4) | (p) Olot        |
| Sabadellenca             | 1–4       | Grama           |
| Inter Barcelona          | 2–4       | Mollerussa      |
| Cardona                  | 1–1 (2–4) | (p) Prat        |
| Manlleu                  | 1–0       | Montañesa       |
| Vic (p)                  | 1–1 (9–8) | Vilassar de Mar |

### Quinta ronda
Los equipos representantes de la Segunda Federación se unieron a los ganadores de la ronda anterior. Los partidos fueron jugados entre los días 6 y 20 de noviembre de 2024.
| Equipo 1                 | Resultado | Equipo 2              |
| ------------------------ | --------- | --------------------- |
| Badalona                 | 3–3 (3–5) | (p) Europa            |
| Tona                     | 2–1       | Olot                  |
| Grama                    | 1–4       | Cerdanyola del Vallès |
| Vic                      | 1–2       | Sant Andreu           |
| Vilafranca               | 2–2 (6–7) | (p) Mollerussa        |
| Castelldefels (p)        | 2–2 (4–2) | San Cristóbal         |
| La Sénia                 | 0–3       | Terrassa              |
| Manlleu                  | 0–1       | Badalona Futur        |
| Prat                     | 1–1 (5–6) | (p) Lleida            |
| Atlètic Roda de Barà (p) | 1–1 (3–1) | Manresa               |

### Sexta ronda
En esta fase participaron los ganadores de la ronda anterior sin incorporarse equipos de categorías superiores. Los partidos fueron jugados entre los días 20 y 27 de noviembre de 2024.
| Equipo 1              | Resultado | Equipo 2       |
| --------------------- | --------- | -------------- |
| Tona                  | 2–0       | Badalona Futur |
| Mollerussa            | 1–1 (1–3) | (p) Terrassa   |
| Cerdanyola del Vallès | 1–0       | Sant Andreu    |
| Atlètic Roda de Barà  | 0–2       | Lleida         |
| Castelldefels         | 2–3       | Europa         |

### Dieciseisavos de final
Los equipos representantes de la Primera Federación se unieron a los ganadores de la ronda anterior. Los partidos fueron jugados entre los días 17 y 18 de diciembre de 2024.
| Equipo 1                  | Resultado | Equipo 2                   |
| ------------------------- | --------- | -------------------------- |
| Terrassa                  | 3–1       | Europa                     |
| Tona                      | 1–1 (3–5) | (p) Gimnàstic de Tarragona |
| Cerdanyola del Vallès (p) | 2–2 (5–3) | Cornellà                   |
| Lleida                    | 1–2       | Sabadell                   |

### Octavos de final
En esta fase participaron los ganadores de la ronda anterior sin incorporarse equipos de categorías superiores. Los partidos fueron jugados el 15 de enero de 2025.
| Equipo 1              | Resultado | Equipo 2               |
| --------------------- | --------- | ---------------------- |
| Cerdanyola del Vallès | 0–4       | Gimnàstic de Tarragona |
| Terrassa              | 1–2       | Sabadell               |

### Cuartos de final
Los equipos representantes de la Segunda División se unieron a los ganadores de la ronda anterior. Los partidos fueron jugados el 29 de enero de 2025.
| Equipo 1               | Resultado | Equipo 2 |
| ---------------------- | --------- | -------- |
| Sabadell               | 0–1       | Espanyol |
| Gimnàstic de Tarragona | 0–2       | Andorra  |

### Semifinales
Los equipos representantes de la Primera División se unieron a los ganadores de la ronda anterior. Los partidos fueron jugados el 19 de marzo de 2025.
| Equipo 1 | Resultado | Equipo 2  |
| -------- | --------- | --------- |
| Espanyol | 5–0       | Barcelona |
| Andorra  | 2–3       | Girona    |

### Final
Los ganadores de la ronda anterior se enfrentaron en la final, la fue disputada el 23 de julio de 2025 en La Nova Creu Alta de Sabadell.
| 1     | POR   | Ángel Fortuño   |     |
| 23    | DEF   | Omar El Hilali  | 70' |
| 5     | DEF   | Fernando Calero | 70' |
| 6     | DEF   | Leandro Cabrera | 59' |
| 2     | MED   | Rubén Sánchez   | 59' |
| 10    | MED   | Pol Lozano      | 70' |
| 14    | MED   | Ramón Terrats   | 59' |
| 22    | MED   | Carlos Romero   | 70' |
| 20    | DEL   | Antoniu Roca    | 59' |
| 19    | DEL   | Kike García     | 59' |
| 7     | DEL   | Javi Puado      | 70' |
| D. T. | D. T. | Manolo González |     |

| 13    | POR   | Paulo Gazzaniga  | 46' |
| 4     | DEF   | Arnau Martínez   | 60' |
| 5     | DEF   | David López      | 46' |
| 18    | DEF   | Ladislav Krejčí  | 46' |
| 8     | MED   | Viktor Tsygankov | 46' |
| 21    | MED   | Yangel Herrera   | 46' |
| 10    | MED   | Yáser Asprilla   | 46' |
| 22    | MED   | Jhon Solís       | 60' |
| 12    | MED   | Papa Ba          |     |
| 7     | DEL   | Cristhian Stuani | 46' |
| 9     | DEL   | Abel Ruiz        | 30' |
| D. T. | D. T. | Míchel Sánchez   |     |

| 3  | Defensa        | Miguel Rubio      | 59' |
| 8  | Centrocampista | Edu Expósito      | 59' |
| 17 | Delantero      | Jofre Carreras    | 59' |
| 11 | Delantero      | Pere Milla        | 59' |
| 9  | Delantero      | Roberto Fernández | 59' |
| 31 | Defensa        | Roger Hinojo      | 70' |
| 12 | Defensa        | José Salinas      | 70' |
| 4  | Defensa        | Pablo Ramón       | 70' |
| 28 | Centrocampista | Rafel Bauzà       | 70' |
| 29 | Delantero      | Leo Salazar       | 70' |

| 24 | Delantero      | Portu               | 30' |
| 1  | Guardameta     | Juan Carlos Martín  | 46' |
| 16 | Defensa        | Alejandro Francés   | 46' |
| 5  | Defensa        | Antal Yaakobishvili | 46' |
| 15 | Centrocampista | Lass Kourouma       | 46' |
| 33 | Delantero      | Joel Roca           | 46' |
| 19 | Delantero      | Bojan Miovski       | 46' |
| 11 | Delantero      | Jastin García       | 46' |
| 9  | Delantero      | Dawda Camara        | 60' |
| 23 | Defensa        | Gibert Jordana      | 60' |

| . | . | . |

| . | . | . |

| Acierto de penal · Acierto de penal · Acierto de penal · Acierto de penal · Fallo de penal | Roberto Fernández Edu Expósito Pere Milla Leo Salazar Pablo Ramón | 1:1 2:2 3:3 4:4 4:5 |

| Acierto de penal · Acierto de penal · Acierto de penal · Acierto de penal · Acierto de penal | Dawda Camara Bojan Miovski Lass Kourouma Antal Yaakobishvili Alejandro Francés | 0:1 1:2 2:3 3:4 4:5 |

| 32' · 70' | Jhon Solís Jastin García |

| 63' | Leandro Cabrera |

| Principal | Gonzalo Romero Freixas |

| 1     | POR   | Ángel Fortuño   |     |
| 23    | DEF   | Omar El Hilali  | 70' |
| 5     | DEF   | Fernando Calero | 70' |
| 6     | DEF   | Leandro Cabrera | 59' |
| 2     | MED   | Rubén Sánchez   | 59' |
| 10    | MED   | Pol Lozano      | 70' |
| 14    | MED   | Ramón Terrats   | 59' |
| 22    | MED   | Carlos Romero   | 70' |
| 20    | DEL   | Antoniu Roca    | 59' |
| 19    | DEL   | Kike García     | 59' |
| 7     | DEL   | Javi Puado      | 70' |
| D. T. | D. T. | Manolo González |     |

| 13    | POR   | Paulo Gazzaniga  | 46' |
| 4     | DEF   | Arnau Martínez   | 60' |
| 5     | DEF   | David López      | 46' |
| 18    | DEF   | Ladislav Krejčí  | 46' |
| 8     | MED   | Viktor Tsygankov | 46' |
| 21    | MED   | Yangel Herrera   | 46' |
| 10    | MED   | Yáser Asprilla   | 46' |
| 22    | MED   | Jhon Solís       | 60' |
| 12    | MED   | Papa Ba          |     |
| 7     | DEL   | Cristhian Stuani | 46' |
| 9     | DEL   | Abel Ruiz        | 30' |
| D. T. | D. T. | Míchel Sánchez   |     |

| 3  | Defensa        | Miguel Rubio      | 59' |
| 8  | Centrocampista | Edu Expósito      | 59' |
| 17 | Delantero      | Jofre Carreras    | 59' |
| 11 | Delantero      | Pere Milla        | 59' |
| 9  | Delantero      | Roberto Fernández | 59' |
| 31 | Defensa        | Roger Hinojo      | 70' |
| 12 | Defensa        | José Salinas      | 70' |
| 4  | Defensa        | Pablo Ramón       | 70' |
| 28 | Centrocampista | Rafel Bauzà       | 70' |
| 29 | Delantero      | Leo Salazar       | 70' |

| 24 | Delantero      | Portu               | 30' |
| 1  | Guardameta     | Juan Carlos Martín  | 46' |
| 16 | Defensa        | Alejandro Francés   | 46' |
| 5  | Defensa        | Antal Yaakobishvili | 46' |
| 15 | Centrocampista | Lass Kourouma       | 46' |
| 33 | Delantero      | Joel Roca           | 46' |
| 19 | Delantero      | Bojan Miovski       | 46' |
| 11 | Delantero      | Jastin García       | 46' |
| 9  | Delantero      | Dawda Camara        | 60' |
| 23 | Defensa        | Gibert Jordana      | 60' |

| . | . | . |

| . | . | . |

| Acierto de penal · Acierto de penal · Acierto de penal · Acierto de penal · Fallo de penal | Roberto Fernández Edu Expósito Pere Milla Leo Salazar Pablo Ramón | 1:1 2:2 3:3 4:4 4:5 |

| Acierto de penal · Acierto de penal · Acierto de penal · Acierto de penal · Acierto de penal | Dawda Camara Bojan Miovski Lass Kourouma Antal Yaakobishvili Alejandro Francés | 0:1 1:2 2:3 3:4 4:5 |

| 32' · 70' | Jhon Solís Jastin García |

| 63' | Leandro Cabrera |

| Principal | Gonzalo Romero Freixas |

| 1     | POR   | Ángel Fortuño   |     |
| 23    | DEF   | Omar El Hilali  | 70' |
| 5     | DEF   | Fernando Calero | 70' |
| 6     | DEF   | Leandro Cabrera | 59' |
| 2     | MED   | Rubén Sánchez   | 59' |
| 10    | MED   | Pol Lozano      | 70' |
| 14    | MED   | Ramón Terrats   | 59' |
| 22    | MED   | Carlos Romero   | 70' |
| 20    | DEL   | Antoniu Roca    | 59' |
| 19    | DEL   | Kike García     | 59' |
| 7     | DEL   | Javi Puado      | 70' |
| D. T. | D. T. | Manolo González |     |

| 13    | POR   | Paulo Gazzaniga  | 46' |
| 4     | DEF   | Arnau Martínez   | 60' |
| 5     | DEF   | David López      | 46' |
| 18    | DEF   | Ladislav Krejčí  | 46' |
| 8     | MED   | Viktor Tsygankov | 46' |
| 21    | MED   | Yangel Herrera   | 46' |
| 10    | MED   | Yáser Asprilla   | 46' |
| 22    | MED   | Jhon Solís       | 60' |
| 12    | MED   | Papa Ba          |     |
| 7     | DEL   | Cristhian Stuani | 46' |
| 9     | DEL   | Abel Ruiz        | 30' |
| D. T. | D. T. | Míchel Sánchez   |     |

| 3  | Defensa        | Miguel Rubio      | 59' |
| 8  | Centrocampista | Edu Expósito      | 59' |
| 17 | Delantero      | Jofre Carreras    | 59' |
| 11 | Delantero      | Pere Milla        | 59' |
| 9  | Delantero      | Roberto Fernández | 59' |
| 31 | Defensa        | Roger Hinojo      | 70' |
| 12 | Defensa        | José Salinas      | 70' |
| 4  | Defensa        | Pablo Ramón       | 70' |
| 28 | Centrocampista | Rafel Bauzà       | 70' |
| 29 | Delantero      | Leo Salazar       | 70' |

| 24 | Delantero      | Portu               | 30' |
| 1  | Guardameta     | Juan Carlos Martín  | 46' |
| 16 | Defensa        | Alejandro Francés   | 46' |
| 5  | Defensa        | Antal Yaakobishvili | 46' |
| 15 | Centrocampista | Lass Kourouma       | 46' |
| 33 | Delantero      | Joel Roca           | 46' |
| 19 | Delantero      | Bojan Miovski       | 46' |
| 11 | Delantero      | Jastin García       | 46' |
| 9  | Delantero      | Dawda Camara        | 60' |
| 23 | Defensa        | Gibert Jordana      | 60' |

| . | . | . |

| . | . | . |

| Acierto de penal · Acierto de penal · Acierto de penal · Acierto de penal · Fallo de penal | Roberto Fernández Edu Expósito Pere Milla Leo Salazar Pablo Ramón | 1:1 2:2 3:3 4:4 4:5 |

| Acierto de penal · Acierto de penal · Acierto de penal · Acierto de penal · Acierto de penal | Dawda Camara Bojan Miovski Lass Kourouma Antal Yaakobishvili Alejandro Francés | 0:1 1:2 2:3 3:4 4:5 |

| 32' · 70' | Jhon Solís Jastin García |

| 63' | Leandro Cabrera |

| Principal | Gonzalo Romero Freixas |

| 1     | POR   | Ángel Fortuño   |     |
| 23    | DEF   | Omar El Hilali  | 70' |
| 5     | DEF   | Fernando Calero | 70' |
| 6     | DEF   | Leandro Cabrera | 59' |
| 2     | MED   | Rubén Sánchez   | 59' |
| 10    | MED   | Pol Lozano      | 70' |
| 14    | MED   | Ramón Terrats   | 59' |
| 22    | MED   | Carlos Romero   | 70' |
| 20    | DEL   | Antoniu Roca    | 59' |
| 19    | DEL   | Kike García     | 59' |
| 7     | DEL   | Javi Puado      | 70' |
| D. T. | D. T. | Manolo González |     |

| 13    | POR   | Paulo Gazzaniga  | 46' |
| 4     | DEF   | Arnau Martínez   | 60' |
| 5     | DEF   | David López      | 46' |
| 18    | DEF   | Ladislav Krejčí  | 46' |
| 8     | MED   | Viktor Tsygankov | 46' |
| 21    | MED   | Yangel Herrera   | 46' |
| 10    | MED   | Yáser Asprilla   | 46' |
| 22    | MED   | Jhon Solís       | 60' |
| 12    | MED   | Papa Ba          |     |
| 7     | DEL   | Cristhian Stuani | 46' |
| 9     | DEL   | Abel Ruiz        | 30' |
| D. T. | D. T. | Míchel Sánchez   |     |

| 3  | Defensa        | Miguel Rubio      | 59' |
| 8  | Centrocampista | Edu Expósito      | 59' |
| 17 | Delantero      | Jofre Carreras    | 59' |
| 11 | Delantero      | Pere Milla        | 59' |
| 9  | Delantero      | Roberto Fernández | 59' |
| 31 | Defensa        | Roger Hinojo      | 70' |
| 12 | Defensa        | José Salinas      | 70' |
| 4  | Defensa        | Pablo Ramón       | 70' |
| 28 | Centrocampista | Rafel Bauzà       | 70' |
| 29 | Delantero      | Leo Salazar       | 70' |

| 24 | Delantero      | Portu               | 30' |
| 1  | Guardameta     | Juan Carlos Martín  | 46' |
| 16 | Defensa        | Alejandro Francés   | 46' |
| 5  | Defensa        | Antal Yaakobishvili | 46' |
| 15 | Centrocampista | Lass Kourouma       | 46' |
| 33 | Delantero      | Joel Roca           | 46' |
| 19 | Delantero      | Bojan Miovski       | 46' |
| 11 | Delantero      | Jastin García       | 46' |
| 9  | Delantero      | Dawda Camara        | 60' |
| 23 | Defensa        | Gibert Jordana      | 60' |

| . | . | . |

| . | . | . |

| Acierto de penal · Acierto de penal · Acierto de penal · Acierto de penal · Fallo de penal | Roberto Fernández Edu Expósito Pere Milla Leo Salazar Pablo Ramón | 1:1 2:2 3:3 4:4 4:5 |

| Acierto de penal · Acierto de penal · Acierto de penal · Acierto de penal · Acierto de penal | Dawda Camara Bojan Miovski Lass Kourouma Antal Yaakobishvili Alejandro Francés | 0:1 1:2 2:3 3:4 4:5 |

| 32' · 70' | Jhon Solís Jastin García |

| 63' | Leandro Cabrera |

| Principal | Gonzalo Romero Freixas |